# سنا تالونن
سنا تالونن (انگلیسی: Sanna Talonen؛ زادهٔ ۱۵ ژوئن ۱۹۸۴) بازیکن فوتبال اهل ایالات متحده آمریکا است.
از باشگاه‌هایی که در آن بازی کرده‌است می‌توان به باشگاه فوتبال کیف اوربرو دی‌اف‌اف اشاره کرد.
وی همچنین در تیم ملی فوتبال زنان فنلاند بازی کرده‌است.